# Эммерихский мост
Эммерихский мост (нем. Rheinbrücke Emmerich) — автодорожный висячий мост через Рейн, соединяет города Эммерих-на-Рейне и Клеве (Германия, федеральная земля Северный Рейн-Вестфалия). По мосту проходит федеральная автодорога B220. Эммерихский мост обладает самым большим в Германии безопорным главным пролётом, длина которого составляет 500 м. На момент открытия мост занимал четвертое место по величине центрального пролета в Европе (после Танкарвильского моста, моста через Тахо у Лиссабона и моста Форт-Роуд-Бридж).
Эммерихский мост является не только самым северным и последним Рейнским мостом земли Северный Рейн-Вестфалия и всей Германии, но также и последним мостом, перекинутым через основное русло Рейна. Сразу за германо-нидерландской границей начинается дельта Рейна, и следующий за Эммерихским мостом Неймегенский мост пролегает уже через основной рукав дельты Рейна — реку Ваал.
Выше по течению находится мост Рес-Калькар.

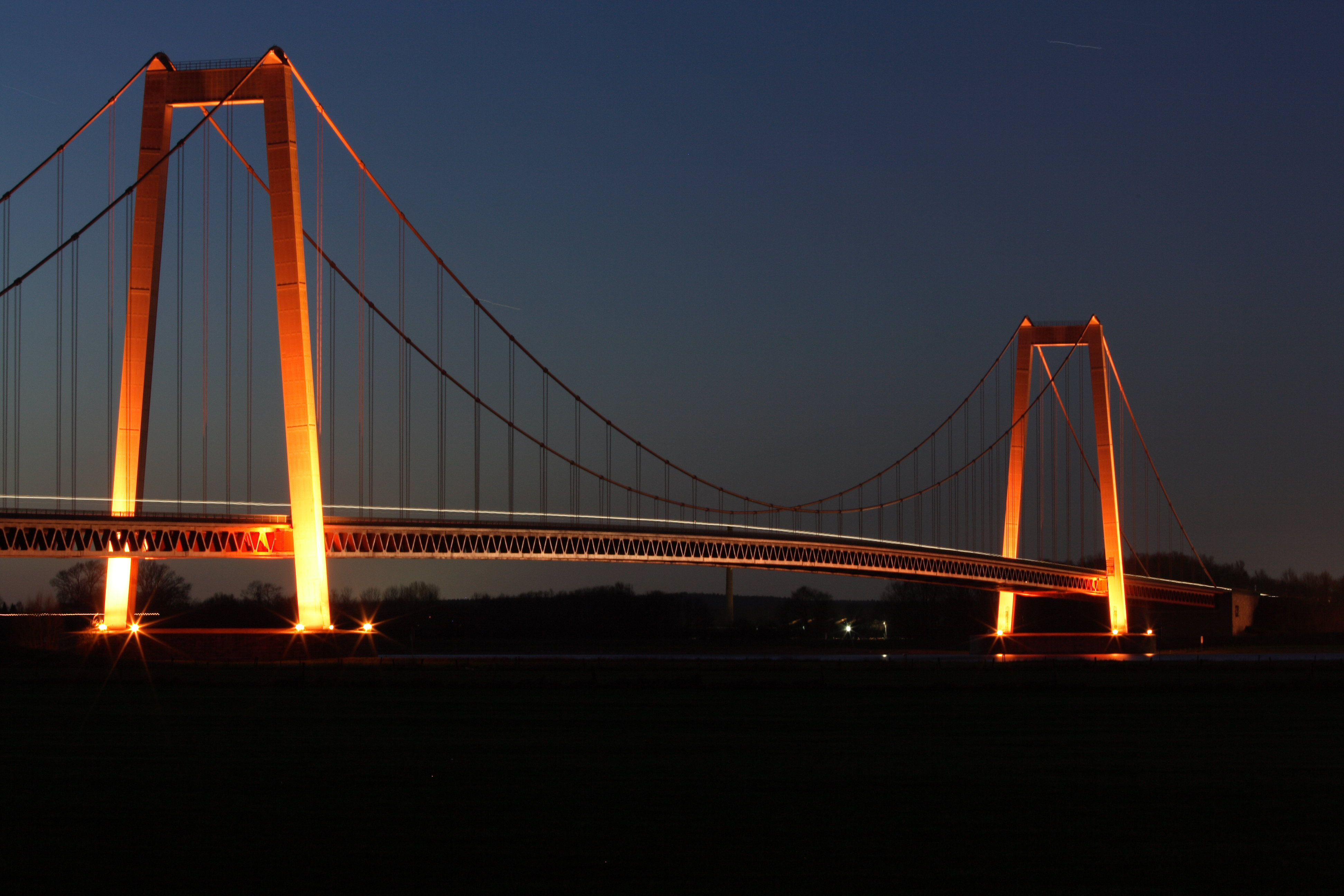
Вид моста ночью

## История
Для строительства моста был выбран проект кёльнского архитектора Герда Ломера и инженеров Фрица Леонгарда и Хельмута Хомберга.
2 мая 1962 года премьер-министр федеральной земли Северный Рейн — Вестфалия Франц Мейерс (Franz Meyers) заложил первый камень в фундамент будущего моста. Строительство моста осуществляла компания «Hein, Lehmann & Co». Торжественное открытие моста состоялось 3 сентября 1965 года.

## Конструкция
- Количество пилонов — 2
- Высота пилонов — 74,15 м
- Наклон стоек пилонов в верхней части от вертикальной оси — 5,8 м
- Длина верхней связки стоек пилонов — 5,5 м
- Количество канатов подвеса — 122
- Расстояние между несущими канатами — 16,8 м
- Расстояние между канатами подвеса — 15,15 м
- Диаметр несущих канатов — 45 см
- Провис несущих канатов — 55,56 м
- Ширина пилонов — 1,25 м
- Материал пилонов — сталь
- Материал канатов подвеса — сталь
- Материал фермы — сталь
- Высота фермы — 4,5 м
- Схема пролетов — 151,5 м — 500 м — 151,5 м[1]
- Главный пролёт — 500 м
- Общая длина — 893 м
- Общая длина с подъездными эстакадами — 1181,5 м
- Ширина моста — 22,5 м
- Высота моста над нормальным уровнем реки — 13,5 м

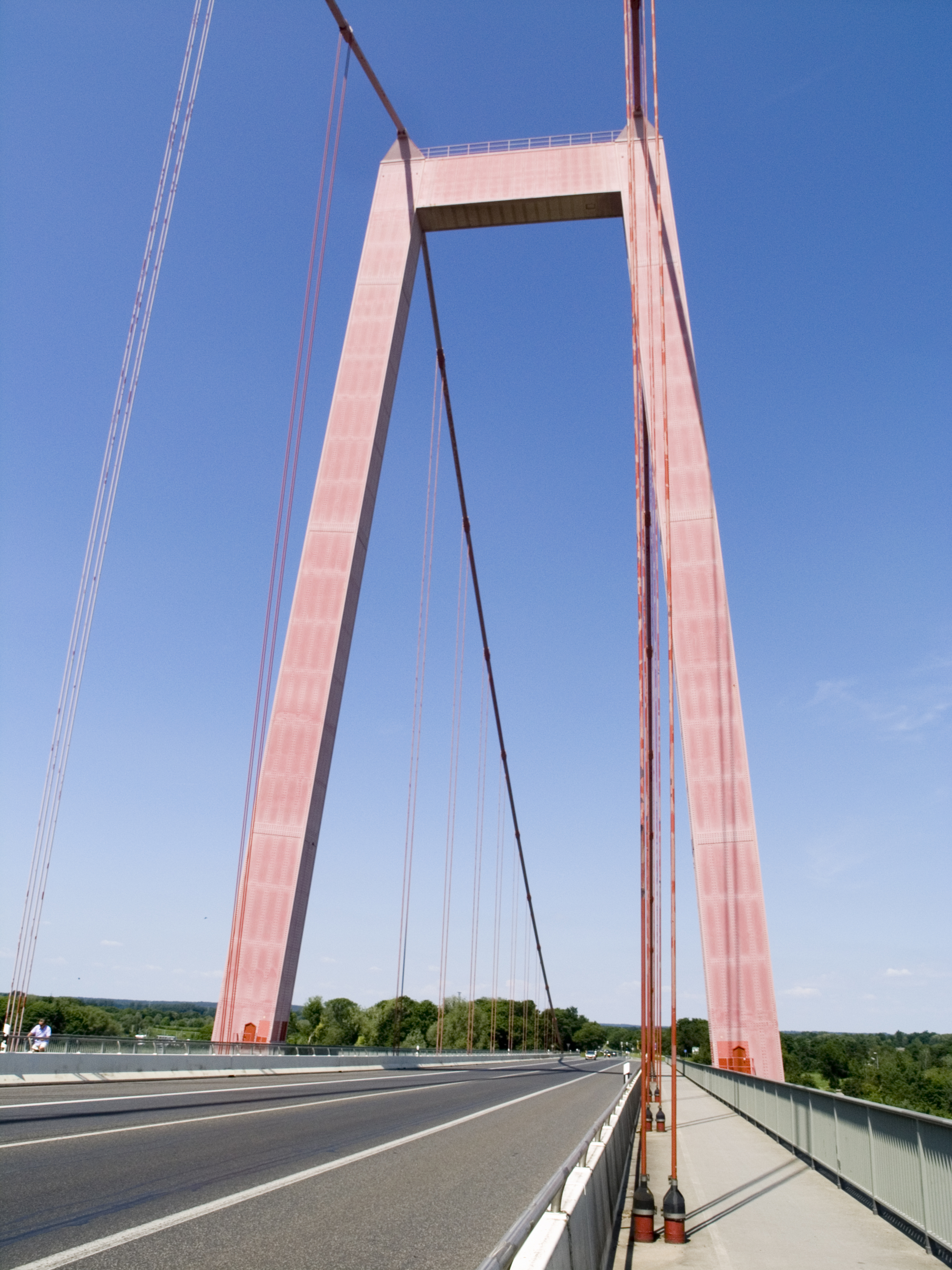
Восточный пилон
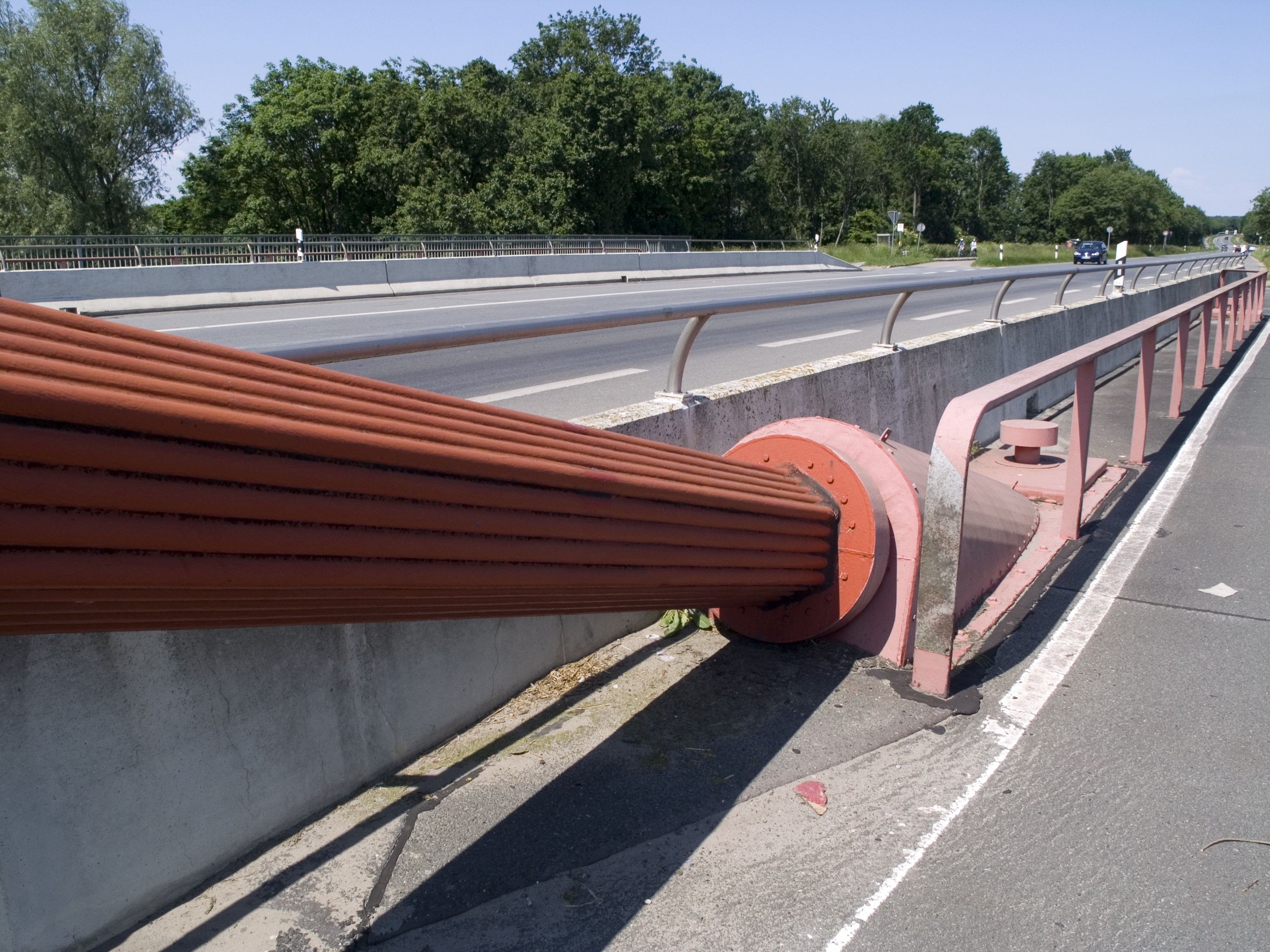
Крепление несущего каната
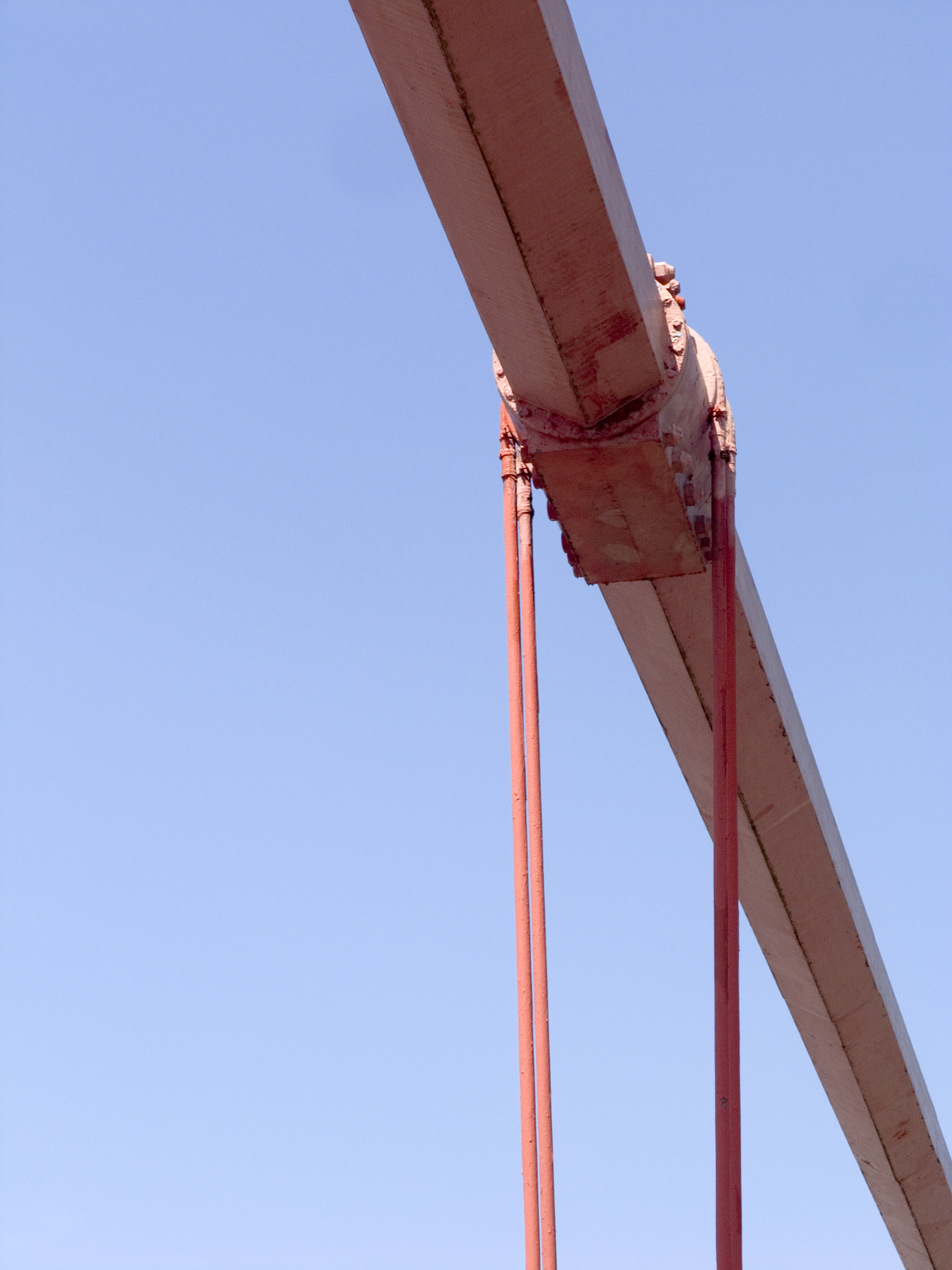
Крепление подвесов к несущему канату
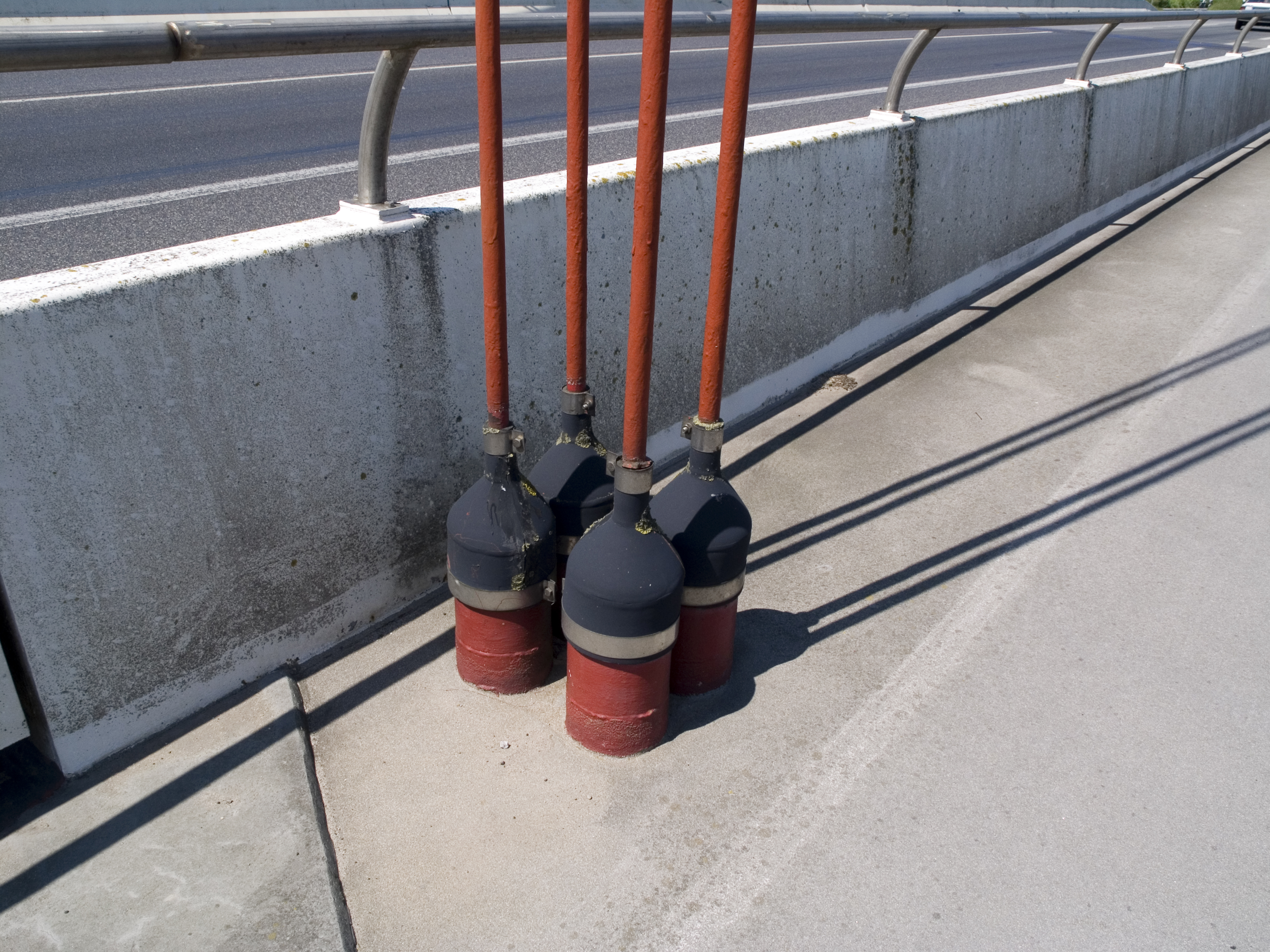
Крепление подвесов к полотну моста